# Pissothericles nigrifrons
Pissothericles nigrifrons är en insektsart som beskrevs av Marius Descamps 1977. Pissothericles nigrifrons ingår i släktet Pissothericles och familjen Thericleidae. Inga underarter finns listade i Catalogue of Life.